# Jane Colden

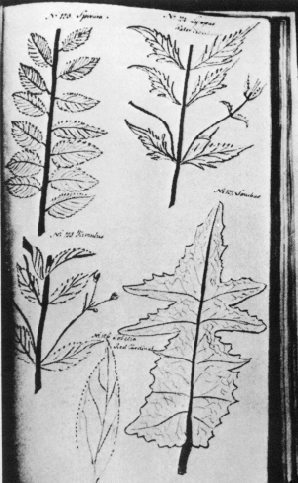
Ausschnitt einer Zeichnung von Jane Colden, mit Blättern von Pflanzen des Staates New York

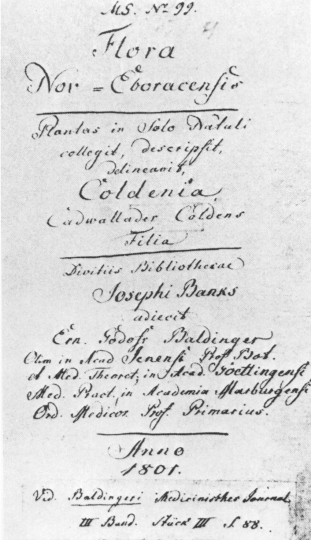
Die Titelseite, die 1801 von Ernst Gottfried Baldinger zu Coldens Manuskript hinzugefügt wurde

 Jane Colden Farquhar (* 27. März 1724 in New York City, Provinz New York; † 10. März 1766 ebenda) war eine britisch- bzw. schottischstämmige nordamerikanische Botanikerin. Ihr offizielles botanisches Autorenkürzel lautet „Colden“.

## Leben und Werk
Colden wurde als fünftes Kind von Alice Christy Colden, Tochter eines schottischen Geistlichen, und dem Arzt Cadwallader Colden geboren. Sie wurde zu Hause erzogen, ihr Vater gab ihr eine botanische Ausbildung nach Carl von Linnés Sexualsystem der Pflanzen und übersetzte dessen Arbeiten. So lernte sie die englischen Übersetzungen vieler lateinischer botanischer Begriffe und beherrschte schnell das System der Pflanzenklassifikation. Sie skizzierte Pflanzen, erstellte Tintenabdrücke von Blättern und beherrschte auch die englischen Beschreibungen von Pflanzen.

### Korrespondenz und Austausch mit anderen Botanikern
Aufgrund des Mangels an Schulen und Gärten in der Umgebung fragte ihr Vater den Botaniker Peter Collinson, wo er die besten Schnitte von Pflanzen erhalten könne, damit sie ihr Studium der Botanik fortsetzen konnte. Ihr Vater beschaffte ihr nicht nur Literatur und Pflanzenschnitte, sondern stellte sie auch den großen Botanikern Amerikas und Europas vor. In den 1750er Jahren korrespondierte sie mit bedeutenden Botanikern, darunter John Ellis und Peter Collinson in London sowie Charles Alston, Robert Whytt in Edinburgh, dem niederländischen Botaniker Jan Frederik Gronovius und Carl von Linné, der ihre Hauptinspiration gewesen war. Sie traf den amerikanischen Naturforscher Alexander Garden und die amerikanischen Botaniker John Bartram und William Bartram, als diese während ihrer Expedition durch die Catskill Mountains auf ihrem Landgut Halt machten.
Von 1753 bis 1758 katalogisierte sie die New Yorker Flora, sammelte Exemplare und Informationen zu mehr als 400 Pflanzenarten aus dem unteren Hudson River Tal und klassifizierte sie nach dem neuen System. Sie entwickelte eine Technik zur Herstellung von Tintenabdrücken von Blättern und fertigte auch Tuschezeichnungen an. Darüber hinaus klassifizierte und skizzierte sie alle Pflanzen, die in ihrem Familienbesitz wuchsen. Sie dokumentierte jede Pflanze detailliert und begleitete jeden Eintrag mit einem Druckabrieb oder einer Strichzeichnung des betreffenden Sprosses. Im Gegensatz zu den meisten männlichen Botanikern der damaligen Zeit vermerkte sie die praktischen Verwendungsmöglichkeiten jeder Pflanze in der Medizin und beim Kochen und schrieb diese Details sogar den Landleuten oder den Einheimischen zu, die sie unterrichteten. Sie nahm am Natural History Circle teil, wo sie Samen und Pflanzen mit anderen Pflanzensammlern in den amerikanischen Kolonien und in Europa austauschte. Eine ihrer Beschreibungen einer neuen Pflanze, die sie Fibraurea nannte, wurde an Carl von Linné mit dem Vorschlag weitergeleitet, sie Coldenella zu nennen, aber von Linné lehnte ab und nannte sie Helleborus (jetzt Coptis groenlandica).

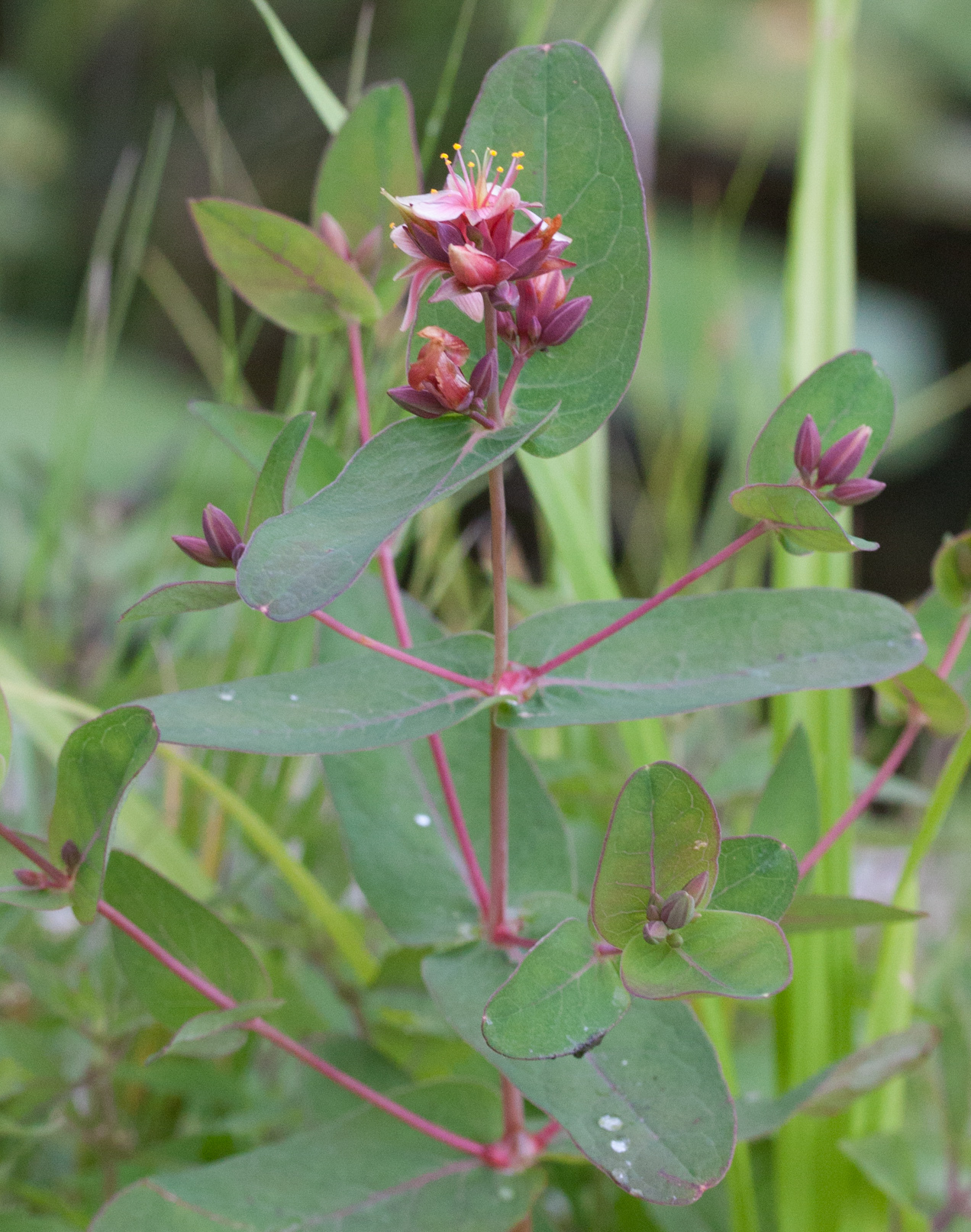
Triadenum virginicum

1756 entdeckte sie die Pflanze, die jetzt als Triadenum virginicum bekannt ist. Die Gattung Coldenia ist nach ihrem Vater benannt.

### Heirat und Tod
1759 heiratete Jane Colden den zwanzig Jahre älteren schottischen Mediziner William Farquhar, der in New York City praktizierte. Farquhar, ein Freund von Alexander Garden, kannte einige der schottischen Botaniker, die mit seiner Frau korrespondiert hatten. Obwohl es nur wenige Aufzeichnungen über Coldens persönliches Leben gibt, ist bekannt, dass sie in den 1750er Jahren ihren Ruf als Botanikerin begründet hat. Das Paar hatte ein Kind, das, wie auch Jane Colden, im Jahr 1766 starb.

### Anerkennung
Während des Unabhängigkeitskrieges wurden Jane Coldens Notizen und Zeichnungen von einem Militäroffizier gerettet, nach England gebracht und dem Botaniker Sir Joseph Banks übergeben, der seine Büchersammlung dem Natural History Museum in London übergab, als er 1820 starb.
1957 wurde in Orange County der Jane Colden Memorial Garden in Knox’s Headquarters State Historic Site angelegt. Die Freiwilligen pflanzten nur einheimische Arten, die Colden in ihrem Buch beschrieben hatte. In den frühen 1990er Jahren war der Garten jedoch so gut wie verlassen. 2014 hat ein pensionierter lokaler Superintendent den Garten wiederbelebt.